# A-League 2022-23
La A-League 2022-23, conocida también como «Isuzu UTE A-League» por motivos de patrocinio, fue la décima octava edición de la A-League, máxima categoría del fútbol profesional de Australia desde su creación en 2004. La temporada comenzó el 7 de octubre de 2022 y terminó el 3 de junio de 2023.

## Sistema de competición
En la temporada regular participaron 12 equipos que jugaron todos contra todos en 26 jornadas. Al término de las 26 fechas de la fase regular los dos primeros clasificados pasaron a las Semifinales y del 3.° a 6.° jugaron los play-offs.

## Temporada regular

### Clasificación
| Pos. | Equipo                     | Pts. | PJ | G  | E | P  | GF | GC | Dif. | Clasificación 2022-23          |
| ---- | -------------------------- | ---- | -- | -- | - | -- | -- | -- | ---- | ------------------------------ |
| 1    | Melbourne City             | 55   | 26 | 16 | 7 | 3  | 61 | 32 | +29  | Semifinales de la Fase final   |
| 2    | Central Coast Mariners (C) | 44   | 26 | 13 | 5 | 8  | 55 | 35 | +20  | Semifinales de la Fase final   |
| 3    | Adelaide United            | 42   | 26 | 11 | 9 | 6  | 53 | 46 | +7   | Primera ronda de la Fase final |
| 4    | Western Sydney Wanderers   | 41   | 26 | 11 | 8 | 7  | 43 | 27 | +16  | Primera ronda de la Fase final |
| 5    | Sydney                     | 38   | 26 | 11 | 5 | 10 | 40 | 39 | +1   | Primera ronda de la Fase final |
| 6    | Wellington Phoenix         | 35   | 26 | 9  | 8 | 9  | 39 | 45 | −6   | Primera ronda de la Fase final |
| 7    | Western United             | 32   | 26 | 9  | 5 | 12 | 34 | 47 | −13  |                                |
| 8    | Brisbane Roar              | 30   | 26 | 7  | 9 | 10 | 26 | 33 | −7   |                                |
| 9    | Newcastle United Jets      | 29   | 26 | 8  | 5 | 13 | 30 | 45 | −15  |                                |
| 10   | Perth Glory                | 29   | 26 | 7  | 8 | 11 | 36 | 46 | −10  |                                |
| 11   | Melbourne Victory          | 28   | 26 | 8  | 4 | 14 | 29 | 34 | −5   |                                |
| 12   | Macarthur                  | 26   | 26 | 7  | 5 | 14 | 31 | 48 | −17  |                                |

 Fuente: A-League
Notas:
1. ↑  Wellington Phoenix como equipo neozelandés, pertenece a la Confederación de Fútbol de Oceanía por lo que no puede participar en la Liga de Campeones de la AFC, torneo organizado por la Confederación Asiática de Fútbol.
2. 1 2  Puntos en partidos directos: Newcastle United Jets 5, Perth Glory 2.

### Resultados

#### Jornada 1–22
| Local \ Visitante        | ADE | BRI | CCM | MAC | MCY | MVC | NEW | PER | SYD | WEL | WSW | WUN |
| ------------------------ | --- | --- | --- | --- | --- | --- | --- | --- | --- | --- | --- | --- |
| Adelaide United          |     | 2–1 | 1–4 | 1–0 | 4–2 | 3–0 | 0–1 | 2–1 | 1–1 | 5–1 | 4–4 | 0–1 |
| Brisbane Roar            | 1–1 |     | 1–2 | 0–0 | 0–2 | 0–0 | 3–0 | 2–1 | 3–1 | 0–1 | 1–1 | 1–0 |
| Central Coast Mariners   | 4–0 | 4–1 |     | 2–3 | 1–1 | 2–1 | 1–2 | 1–2 | 2–1 | 1–1 | 2–2 | 4–2 |
| Macarthur                | 2–0 | 3–2 | 1–2 |     | 1–1 | 0–1 | 2–0 | 1–0 | 2–3 | 2–1 | 2–2 | 2–2 |
| Melbourne City           | 3–3 | 2–1 | 1–0 | 6–1 |     | 2–1 | 1–1 | 4–0 | 3–2 | 2–2 | 3–2 | 2–1 |
| Melbourne Victory        | 1–1 | 0–1 | 2–0 | 2–1 | 0–2 |     | 4–0 | 0–0 | 1–2 | 3–1 | 0–1 | 1–2 |
| Newcastle United Jets    | 2–4 | 0–1 | 1–3 | 2–1 | 1–2 | 2–1 |     | 2–1 | 0–2 | 3–1 | 1–1 | 1–3 |
| Perth Glory              | 4–4 | 2–1 | 2–2 | 2–1 | 2–4 | 3–1 | 2–2 |     | 2–2 | 1–1 | 1–0 | 2–1 |
| Sydney                   | 2–2 | 1–1 | 3–2 | 0–3 | 2–1 | 2–3 | 2–0 | 4–1 |     | 0–1 | 0–1 | 3–3 |
| Wellington Phoenix       | 1–1 | 2–2 | 2–2 | 4–1 | 1–3 | 1–2 | 2–1 | 2–2 | 1–0 |     | 1–1 | 2–3 |
| Western Sydney Wanderers | 2–3 | 1–1 | 0–3 | 4–0 | 1–1 | 2–1 | 2–0 | 1–0 | 0–1 | 4–0 |     | 1–0 |
| Western United           | 2–4 | 1–1 | 0–3 | 1–1 | 1–3 | 1–0 | 1–1 | 2–1 | 1–3 | 0–3 | 1–0 |     |

#### Jornada 23–26
| Local \ Visitante        | ADE | BRI | CCM | MAC | MCY | MVC | NEW | PER | SYD | WEL | WSW | WUN |
| ------------------------ | --- | --- | --- | --- | --- | --- | --- | --- | --- | --- | --- | --- |
| Adelaide United          |     |     |     |     |     | 1–1 |     | 2–0 |     |     |     |     |
| Brisbane Roar            |     |     |     |     | 0–0 |     |     |     | 0–2 |     |     |     |
| Central Coast Mariners   |     |     |     | 4–1 |     |     | 3–0 |     |     |     |     |     |
| Macarthur                |     |     |     |     |     |     | 0–1 |     |     | 0–1 |     |     |
| Melbourne City           |     |     |     |     |     |     |     |     |     | 4–1 |     | 4–0 |
| Melbourne Victory        |     | 0–1 |     |     | 3–2 |     |     |     |     |     |     |     |
| Newcastle United Jets    |     | 4–0 |     |     |     |     |     | 2–2 |     |     |     |     |
| Perth Glory              |     |     |     |     |     |     |     |     |     |     | 1–0 | 1–2 |
| Sydney                   |     |     |     |     |     | 1–0 |     |     |     |     | 0–4 |     |
| Wellington Phoenix       | 3–1 |     | 2–1 |     |     |     |     |     |     |     |     |     |
| Western Sydney Wanderers |     |     | 2–0 | 4–0 |     |     |     |     |     |     |     |     |
| Western United           | 2–3 |     |     |     |     |     |     |     | 1–0 |     |     |     |

## Fase final
La serie final se llevó a cabo en términos generales con el mismo formato que el año anterior, se desarrolló durante tres semanas y en la que participaron los seis mejores equipos de la temporada regular. En la primera semana de partidos, los equipos clasificados del tercero al sexto jugaron un partido de eliminación simple, y los dos ganadores de esos partidos se unieron al primer y segundo equipo clasificado en eliminatorias de semifinales de dos partidos. Los dos ganadores de esos partidos se enfrentaron en la Gran final.
El 12 de diciembre de 2022, la APL anunció que la Gran final masculina de la A-League de 2023 sería la primera de tres Grandes finales sucesivas organizadas en Sídney, independientemente de qué dos equipos ganaran el derecho para jugar en la final. La medida recibió una gran cantidad de reacciones violentas de los seguidores de los 12 clubes.

### Cuadro de desarrollo
|  | Primera ronda | Primera ronda            | Primera ronda          |                        |   | Semifinales | Semifinales | Semifinales | Semifinales | Semifinales |  |   | Gran final     | Gran final | Gran final |  |
|  |               |                          |                        |                        |   |             |             |             |             |             |  |   |                |            |            |  |
|  |               |                          |                        |                        |   |             |             |             |             |             |  |   |                |            |            |  |
|  |               |                          |                        |                        |   |             |             |             |             |             |  |   |                |            |            |  |
|  |               |                          |                        |                        |   |             |             |             |             |             |  |   |                |            |            |  |
|  |               |                          |                        |                        |   |             |             |             |             |             |  |   |                |            |            |  |
|  |               | 1                        | Melbourne City         | 1                      | 4 | 5           |             |             |             |             |  |   |                |            |            |  |
|  |               |                          |                        | 1                      | 4 | 5           |             |             |             |             |  |   |                |            |            |  |
|  |               |                          | 5                      | Sydney                 | 1 | 0           | 1           |             |             |             |  |   |                |            |            |  |
|  | 4             | Western Sydney Wanderers | 5                      | Sydney                 | 1 | 0           | 1           | 1           |             |             |  |   |                |            |            |  |
|  | 4             | Western Sydney Wanderers |                        |                        |   |             |             |             |             |             |  |   |                |            |            |  |
|  | 5             | Sydney                   | 2                      |                        |   |             |             |             |             |             |  |   |                |            |            |  |
|  | 5             | Sydney                   | 2                      |                        |   |             |             |             |             |             |  | 1 | Melbourne City | 1          |            |  |
|  |               |                          |                        |                        |   |             |             |             |             |             |  | 1 | Melbourne City | 1          |            |  |
|  |               |                          | 2                      | Central Coast Mariners | 6 |             |             |             |             |             |  |   |                |            |            |  |
|  |               |                          | 2                      | Central Coast Mariners | 6 |             |             |             |             |             |  |   |                |            |            |  |
|  |               |                          |                        |                        |   |             |             |             |             |             |  |   |                |            |            |  |
|  |               |                          |                        |                        |   |             |             |             |             |             |  |   |                |            |            |  |
|  |               | 2                        | Central Coast Mariners | 2                      | 2 | 4           |             |             |             |             |  |   |                |            |            |  |
|  |               |                          |                        | 2                      | 2 | 4           |             |             |             |             |  |   |                |            |            |  |
|  |               |                          | 3                      | Adelaide United        | 1 | 0           | 1           |             |             |             |  |   |                |            |            |  |
|  | 3             | Adelaide United          | 3                      | Adelaide United        | 1 | 0           | 1           | 2           |             |             |  |   |                |            |            |  |
|  | 3             | Adelaide United          |                        |                        |   |             |             |             |             |             |  |   |                |            |            |  |
|  | 6             | Wellington Phoenix       | 0                      |                        |   |             |             |             |             |             |  |   |                |            |            |  |
|  | 6             | Wellington Phoenix       | 0                      |                        |   |             |             |             |             |             |  |   |                |            |            |  |
|  |               |                          |                        |                        |   |             |             |             |             |             |  |   |                |            |            |  |

- Los horarios corresponden al huso horario de Australia (UTC+10).

### Primera ronda
| 5 de mayo de 2023 | Adelaide United         | 2 – 0   | Wellington Phoenix | Coopers Stadium, Adelaida   |                             |
| 19:45             | Goodwin 19', 67' (pen.) | Reporte |                    | Árbitro(s): Alireza Faghani | Árbitro(s): Alireza Faghani |

| 6 de mayo de 2023 | Western Sydney Wanderers | 1 – 2   | Sydney                    | Estadio CommBank, Sídney      |                               |
| 19:45             | Schneiderlin 39'         | Reporte | - Mak 69' - Le Fondre 80' | Árbitro(s): Christopher Beath | Árbitro(s): Christopher Beath |

### Semifinales
| Ida; 12 de mayo de 2023 | Sydney               | 1 – 1   | Melbourne City | Allianz Stadium, Sídney |                         |
| 19:45                   | Le Fondre 64' (pen.) | Reporte | Leckie 18'     | Árbitro(s): Adam Kersey | Árbitro(s): Adam Kersey |

| Vuelta; 19 de mayo de 2023 | Melbourne City                                                     | 4 – 0 (Global 5 – 1) | Sydney | AAMI Park, Melbourne    |                         |
| 19:45                      | - Good 37' - Rodwell 59' (a.g.) - Tilio 67' - R. van der Venne 82' | Reporte              |        | Árbitro(s): Shaun Evans | Árbitro(s): Shaun Evans |

| Ida; 13 de mayo de 2023 | Adelaide United   | 1 – 2   | Central Coast Mariners       | Coopers Stadium, Adelaida |                       |
| 19:45                   | Goodwin 4' (pen.) | Reporte | - McGarry 15' - Cummings 38' | Árbitro(s): Alex King     | Árbitro(s): Alex King |

| Vuelta; 20 de mayo de 2023 | Central Coast Mariners          | 2 – 0 (Global 4 – 1) | Adelaide United | Estadio Central Coast, Gosford |                             |
| 19:45                      | - Silvera 48' - Marco Túlio 52' | Reporte              |                 | Árbitro(s): Alireza Faghani    | Árbitro(s): Alireza Faghani |

### Gran final
| 3 de junio de 2023 | Melbourne City       | 1 – 6   | Central Coast Mariners                                                              | Estadio CommBank, Sídney                                      |                                                               |
| 19:45              | R. van der Venne 40' | Reporte | - Cummings 20', 65' (pen.), 73' (pen.) - Silvera 34' - Nkololo 83' - Moresche 90+1' | Asistencia: 26 523 espectadores Árbitro(s): Christopher Beath | Asistencia: 26 523 espectadores Árbitro(s): Christopher Beath |

|  |  |

|              |    |                       |     |     |
|              |    |                       |     |     |
| POR          | 1  | Tom Glover            |     |     |
| DEF          | 38 | Jordan Bos            |     | 88' |
| DEF          | 22 | Curtis Good           |     |     |
| DEF          | 6  | Thomas Lam            |     |     |
| DEF          | 4  | Nuno Reis             | 45' | 69' |
| MED          | 13 | Aiden O'Neill         |     |     |
| MED          | 23 | Marco Tilio           | 79' |     |
| MED          | 7  | Mathew Leckie         |     |     |
| MED          | 14 | Valon Berisha         |     | 22' |
| DEL          | 15 | Andrew Nabbout        |     | 88' |
| DEL          | 9  | Jamie Maclaren        |     |     |
| Suplentes:   |    |                       |     |     |
| POR          | 33 | Matt Sutton           |     |     |
| DEF          | 2  | Scott Galloway        |     | 88' |
| DEF          | 3  | Scott Jamieson        |     |     |
| MED          | 8  | Richard van der Venne |     | 22' |
| MED          | 10 | Florin Berenguer      |     | 88' |
| DEF          | 25 | Callum Talbot         |     | 69' |
| DEL          | 37 | Max Caputo            |     |     |
| Entrenador:  |    |                       |     |     |
| Rado Vidošić |    |                       |     |     |

|                 |    |                      |       |     |
|                 |    |                      |       |     |
| POR             | 20 | Danny Vukovic        |       |     |
| DEF             | 5  | James McGarry        |       | 63' |
| DEF             | 3  | Brian Kaltak         |       |     |
| DEF             | 25 | Nectar Triantis      | 51'   | 85' |
| DEF             | 15 | Storm Roux           |       | 78' |
| MED             | 11 | Béni Nkololo         |       |     |
| MED             | 6  | Max Balard           |       | 78' |
| MED             | 4  | Josh Nisbet          |       |     |
| MED             | 7  | Samuel Silvera       |       | 85' |
| DEL             | 9  | Jason Cummings       |       |     |
| DEL             | 98 | Marco Túlio          | 89'   |     |
| Suplentes:      |    |                      |       |     |
| POR             | 24 | Yaren Sözer          |       |     |
| DEL             | 10 | Moresche             | 90+2' | 85' |
| MED             | 13 | Harrison Steele      |       | 78' |
| DEL             | 14 | Dylan Wenzel-Halls   |       |     |
| DEF             | 18 | Jacob Farrell        |       | 63' |
| DEF             | 23 | Dan Hall             |       | 78' |
| MED             | 31 | Christian Theoharous |       | 85' |
| Entrenador:     |    |                      |       |     |
| Nick Montgomery |    |                      |       |     |

| Jugador del partido (Medalla Joe Marston): Jason Cummings Árbitros asistentes:: Anton Shchetinin Ashley Beecham Cuarto árbitro: Adam Kersey Árbitro asistente de video: Kate Jacewicz | Reglas de partido - 90 minutos. - 30 minutos de tiempo extra si es necesario. - Tanda de penales si el resultado sigue igualado. - Siete substitutos. - Máximo de cinco sustituciones y una adicional si se juega la prórroga. |

| A-League Campeón 2023             |
| --------------------------------- |
| Bandera de Australia              |
| Central Coast Mariners 2.° título |

## Clasificación a competiciones AFC
Debido al cambio de formato de la Liga de Campeones de la AFC para tener un calendario interanual a partir de septiembre (hemisferio norte de otoño a primavera) en lugar de un calendario intraanual (hemisferio norte de primavera a otoño), se cambió la clasificación para la Liga de Campeones de la AFC 2023-24. El único lugar de clasificación para esta competencia es para cualquiera de los Premiers para la temporada actual o la temporada anterior que acumule la mayor cantidad de puntos combinados en ambas temporadas.
| Pos. | Equipo                   | Pts. | PJ | G  | E  | P  | GF  | GC | Dif. | Clasificación 2023-24                            |
| ---- | ------------------------ | ---- | -- | -- | -- | -- | --- | -- | ---- | ------------------------------------------------ |
| 1    | Melbourne City           | 104  | 52 | 30 | 14 | 8  | 116 | 65 | +51  | Fase de grupos de la Liga de Campeones de la AFC |
| 2    | Central Coast Mariners   | 86   | 52 | 25 | 11 | 16 | 104 | 70 | +34  | Fase de grupos de la Copa AFC                    |
| 3    | Adelaide United          | 85   | 52 | 23 | 16 | 13 | 91  | 77 | +14  |                                                  |
| 4    | Western United           | 77   | 52 | 22 | 11 | 19 | 74  | 77 | −3   |                                                  |
| 5    | Melbourne Victory        | 76   | 52 | 21 | 13 | 18 | 71  | 59 | +12  |                                                  |
| 6    | Wellington Phoenix       | 74   | 52 | 21 | 11 | 20 | 73  | 94 | −21  |                                                  |
| 7    | Sydney                   | 69   | 52 | 19 | 12 | 21 | 77  | 83 | −6   |                                                  |
| 8    | Western Sydney Wanderers | 68   | 52 | 17 | 17 | 18 | 73  | 65 | +8   |                                                  |
| 9    | Macarthur                | 59   | 52 | 16 | 11 | 25 | 69  | 95 | −26  | Fase de grupos de la Copa AFC                    |
| 10   | Newcastle United Jets    | 58   | 52 | 16 | 10 | 26 | 75  | 88 | −13  |                                                  |
| 11   | Brisbane Roar            | 56   | 52 | 14 | 14 | 24 | 55  | 72 | −17  |                                                  |
| 12   | Perth Glory              | 47   | 52 | 11 | 14 | 27 | 56  | 89 | −33  |                                                  |

 Fuente: A-League
Notas:
1. ↑  Clasificado como segundo puesto de la temporada regular 2022-23.
2. ↑  Wellington Phoenix como equipo neozelandés, pertenece a la Confederación de Fútbol de Oceanía por lo que no puede participar en la Liga de Campeones de la AFC, torneo organizado por la Confederación Asiática de Fútbol.
3. ↑  Campeón de la Copa Australia 2022

## Máximos goleadores
| Pos. | Jugador         | Equipo                   | Goles |
| ---- | --------------- | ------------------------ | ----- |
| 1    | Jamie Maclaren  | Melbourne City           | 24    |
| 2    | Jason Cummings  | Central Coast Mariners   | 16    |
| 3    | Oskar Zawada    | Wellington Phoenix       | 15    |
| 4    | Brandon Borello | Western Sydney Wanderers | 13    |
| 5    | Craig Goodwin   | Adelaide United          | 12    |
| 6    | Adam Le Fondre  | Sydney FC                | 10    |
| 7    | Róbert Mak      | Sydney FC                | 9     |
| 7    | Jay O'Shea      | Brisbane Roar            | 9     |
| 7    | Marco Tilio     | Melbourne City           | 9     |
| 7    | Marco Túlio     | Central Coast Mariners   | 9     |